# Веренікіна Валентина Григорівна
Валентина Григорівна Веренікіна (нар. 6 квітня 1939, місто Сталіно, тепер місто Донецьк Донецької області) — українська радянська діячка, бригадир тракторно-рільничої бригади радгоспу «Богатир» Великоновосілківського району Донецької області. Герой Соціалістичної Праці (8.12.1973). Депутат Верховної Ради СРСР 8—10-го скликань.

## Біографія
Народилася в родині шахтаря. Закінчила школу в селищі Олександрівка Мар'їнського району Сталінської області.
Освіта середня спеціальна. У 1957 році закінчила Сталінський (Донецький) сільськогосподарський технікум.
З 1957 року — обліковець третього відділку, з 1958 року — рільник, з 1963 року — бригадир тракторно-рільничої бригади третього відділку радгоспу «Богатир» селища Одрадне Великоновосілківського району Донецької області.
Член КПРС з 1977 року.
Потім — на пенсії в селищі Роздольне Великоновосілківського району Донецької області.

## Нагороди
- Герой Соціалістичної Праці (8.12.1973)
- два ордени Леніна (23.06.1966, 8.12.1973)
- орден Жовтневої Революції (8.04.1971)
- орден «Знак Пошани» (22.12.1977)
- медалі